# Adjuvant immunologique
Pour les articles homonymes, voir Adjuvant.
Dans le domaine médical et vétérinaire, un adjuvant immunologique (appelé aussi adjuvant vaccinal, immunoactivateur, immunoadjuvant, immunopotentialisateur, immunostimulant) ou immunomodulateur (ce terme est plus précis que celui d'adjuvant car une même substance peut, selon le sujet, les doses, l'antigène et le moment où elle est administrée, provoquer une immunostimulation ou une immunosuppression) est une substance qui — quand elle est administrée (avalée, inhalée, injectée, etc.) conjointement avec un antigène — stimule, active, prolonge, renforce ou module le système immunitaire, bien que cette substance n'ait pas elle-même et en soi de vertu antigénique,.
Par rapport aux adjuvants stricto-sensu, les immunostimulants ont une action plus générale sur le système immunitaire et peuvent modifier simultanément plusieurs réponses immunologiques.
C'est Gaston Ramon qui, en 1925, « instaure le principe des substances adjuvantes et stimulantes de l'immunité, technique qui permet d'obtenir des sérums plus riches en antitoxines en joignant au vaccin une substance irritante pour les tissus ».
Divers adjuvants sont ainsi couramment utilisés par les fabricants de vaccins pour « surstimuler » le système immunitaire, afin d'augmenter la réponse à un vaccin. Dans le cas des vaccins, la notion d'adjuvant immunologique recouvre toute substance ajoutée pour accélérer, prolonger ou renforcer la réponse immune spécifique induite par le vaccin (réponse orientée vers l'antigène ciblé par le vaccin) quand il est utilisé conjointement avec cet adjuvant.

## Histoire
Employé de 1911 à 1920 à Garches, à l'immunisation des chevaux et la collecte chez ces animaux de différents sérums, le biologiste Gaston Ramon fait une observation qui lui sera utile plus tard : chez certains chevaux fournisseurs de sérum antidiphtérique il y avait une corrélation entre la présence de réactions inflammatoires au point d'injection de l'antigène et l'augmentation du taux de l'antitoxine dans le sérum. Quand, avec la réaction de floculation, il disposera d'un procédé commode et rapide de dosage in vitro de l'antitoxine il sera à même de quantifier cette augmentation.
En 1923, Gaston Ramon démontre que la toxine diphtérique qui a subi l'action simultanée d'une petite quantité de formol et de la chaleur, se transforme en un dérivé inoffensif mais conserve intact son pouvoir vaccinant. Il donne le nom d'« anatoxine diphtérique » à cette toxine inactivée. Or cette anatoxine est un produit chimiquement très pur qui a un pouvoir vaccinal limité. En 1924 il conceptualise la notion d'adjuvant. En 1925, il lui trouve un adjuvant : l'addition de pus à cette anatoxine augmente chez les chevaux la production d'anticorps. Il instaure ainsi le principe des substances adjuvantes et stimulantes de l'immunité, technique qui permet d'obtenir des sérums plus riches en antitoxines en joignant au vaccin une substance irritante pour les tissus.
En 1926, Alexander Thomas Glenny (1882-1965) montre les propriétés adjuvantes de l'alun. Il complète cette étude en 1931.
Dès 1927, différentes substances sont testées en tant qu'adjuvant pour leur pouvoir immunostimulant : mie de pain, tapioca, aluminium (sous forme d'un sel : hydroxyde ou phosphate). En 1937, remarquant que des animaux infectés par la tuberculose avaient parfois des réactions marquées lors d'une vaccination subséquente, Jules T. Freund a l'idée de se servir de la bactérie tuberculeuse mélangée à une émulsion comme d'un adjuvant : cet adjuvant de Freund — alors sous sa forme dite complète — (émulsion d’eau, d’huiles, d’émulsifiants et de morceaux de bactéries tuées) se révèle très puissant mais donne des réactions locales très fortes.
L'institut Pasteur a aussi utilisé un adjuvant qui est le phosphate de calcium (substance naturellement présente dans le corps), abandonné dans les années 1990 après sa fusion avec le groupe Mérieux.
Dans les années 1940 on distingue deux familles d'adjuvants, ceux à base d'alun, et ceux plus récemment développés à base d'émulsions huileuses. Les années 1940 à 1970 verront la généralisation et la mise au point de ces deux familles d'adjuvants et la mise à jour de leurs limites. Par exemple l'alun n'accroît pas de réponse immune pour la diphtérie ou le tétanos tandis qu'il induit une augmentation d'immunoglobuline E potentiellement allergénique. Au début des années 1980, l'alun était toutefois encore l'adjuvant le plus utilisé en médecine humaine. Pour ce qui est de l'adjuvant de Freund, c'est la mise au point par Jonas Salk d'huile et d'émulsifiant purifiés qui permit son utilisation dans de vastes essais cliniques, notamment dans le cadre du développement du vaccin contre la grippe puis à la suite du vaccin polio. Dès lors, l'adjuvant de Freund devint une référence. Dans les années 1950 et 1960 toutefois la mise en évidence d'inflammations intenses et de lésions granulomateuses amoindriront l'intérêt de cet adjuvant. Mais c'est surtout la découverte que les huiles minérales, potentiellement carcinogènes, étaient incomplètement métabolisées qui en freineront le développement : l'adjuvant dans sa forme incomplète (IFA) n'obtint pas d'AMM, tandis que l'intérêt pour les adjuvants en général s'en trouva singulièrement affecté. C'est alors qu'Hilleman et ses collaborateurs de chez Merck met au point l'Adjuvant 65 composé d'huile d'arachide. Cet adjuvant est présenté comme aussi immunostimulant que celui de Freund bien qu'une étude britannique avec un vaccin contre la grippe montrât le contraire. Les études de sécurité menées sur dix ans ayant montré l'induction de cancer chez les souris par l’Arlacel A, l’Adjuvant 65 ne put être autorisé. Cela porta un coup d'arrêt au développement d'adjuvants huileux, qui réapparurent dans les années 1990 avec les produits développés par la société Seppic.
Les saponines, dont les propriétés adjuvantes ont été mises en évidence par Ramon, sont redécouvertes lorsqu'elles s'avèrent utiles au vaccin contre la fièvre aphteuse. Mais c'est après la découverte des propriétés de Quillaja saponaria d'abord et de celles de sa forme purifiée Quil A que les saponines trouvent à être largement utilisées.
L'emploi des adjuvants progresse dans la seconde moitié du XXe siècle en raison de son intérêt industriel (les épidémies nécessitent de pouvoir servir un très grand nombre de personnes dans des temps assez courts) et économique (les adjuvants permettent de faire baisser le prix de revient d'un vaccin dont le coût principal est la production des antigènes).
La controverse sur la vaccination à la fin du XXe siècle s'est portée également sur certains adjuvants, notamment sur l'innocuité de l'aluminium.

## Principe
Ces substances sont des adjuvants (médicamenteux ou vaccinaux) qui agissent au niveau humoral et/ou cellulaire, avec deux modes d'action possibles (selon la molécule utilisée) :
- réponse antigène-spécifique (réponse immune déclenchée pour un antigène ou un groupe étroit d'antigènes) ;
- réponse antigène non spécifique ou réponse immune exacerbée pour une variété d'antigènes plus large[17] ; ce type d'adjuvant est plus rarement utilisé en médecine car pouvant aussi affecter des espèces de microbes non-cibles (des bactéries utiles de l'intestin par exemple), voire induire une réaction excessive de l'organisme. L'hypothèse explicative est que certaines familles ou catégories de pathogènes (bactéries, protozoaires) sont toujours normalement reconnues par le système immunitaire inné ; la reconnaissance innée de ces microbes ou parasites serait liée au fait qu'ils présentent toujours certains agencements (patterns ou motifs) typiques de protéines ou molécules de surface. Ces motifs moléculaires particuliers seraient une sorte de signature, systématiquement reconnue — de manière innée — par le système immunitaire de leurs hôtes, via les récepteurs de type Toll. Ces « signatures » sont appelées motifs moléculaires associés aux pathogènes.

L'inoculation dans un organisme d'un de ces « motifs moléculaires » par une voie anormale (exemples : piqûre, blessure, morsure), puis sa détection par le système immunitaire suffisent à activer certains processus immunitaires qui semblent — si la dose est suffisante, mais non excessive — renforcer l'efficacité vaccinale, la juste dose pouvant varier selon les individus, leur âge et d'autres facteurs encore mal appréciés.
Il existe aussi une controverse à propos de l'innocuité de certains de ces motifs moléculaires associés aux pathogènes, ou quant aux risques de problèmes auto-immuns pouvant être induits par ce type de thérapie.
L'efficacité thérapeutique de beaucoup de modificateurs biologiques de réponse est liée à leur caractère immunoadjuvant antigène-spécifique.
Ce sont surtout les vaccins inactivés qui ont besoin de tels adjuvants. Alors que certains vaccins sont suffisamment efficaces pour ne pas avoir besoin d'adjuvant (rougeole, rubéole), d'autres provoquent une réponse immunitaire insuffisante (vaccin contre l'hépatite B, contre la coqueluche) et ont besoin d'adjuvants.

## Immunostimulants non spécifiques
De nombreuses substances endogènes sont des immunostimulants non spécifiques.
Par exemple, les hormones sexuelles féminines sont connues pour à la fois stimuler une réponse adaptative et une réponse immunitaire innée,,,.
Certaines maladies auto-immunes comme le lupus érythémateux (qui touche plus souvent les femmes) apparaissent souvent à la puberté quand le corps est soumis à de nouvelles poussées hormonales.
D'autres hormones semblent « réguler » le système immunitaire dont la prolactine, l'hormone de croissance et la vitamine D,.
Certaines publications pointent un effet immunostimulant du DCA, en particulier concernant l'immunité dirigée contre certains cancers,, via une activation du système immunitaire non spécifique et l'activation de ses principaux acteurs, les macrophages. Selon les auteurs de ces articles, une quantité suffisante de DCA dans le corps humain serait signe de bonne santé du système immunitaire non spécifique.

## Utilité et usages
Ces produits sont utilisés comme :
- moyen de « doper » le système immunitaire de patients plus ou moins immunodéficients (personnes âgées) ;
- additifs de vaccins (avec éventuel rôle conjoint de conservateur) ; on parle alors souvent d'adjuvants vaccinaux. Ces derniers permettent de diminuer les coûts de revient des vaccins, ou d'en produire plus rapidement une quantité plus importante avec une substance vaccinante qui ne serait disponible qu'en quantité restreinte.

Les vaccins contenant un adjuvant huileux sont largement répandus en médecine vétérinaire principalement pour les porcs et pour la volaille et occasionnellement aussi pour les chevaux et les petits animaux.

## Exemples
Il existe de multiples classifications des adjuvants notamment en fonction de leur mode d’action et de leurs effets sur la réponse immune, ce qui s'avère toutefois arbitraire et compliqué. Les adjuvants possédant souvent plusieurs propriétés, d'ailleurs imparfaitement connues, le classement le plus simple se faits sur la base de leur espèce chimique et de leur origine.
On peut distinguer parmi les adjuvants les agents qui ont une stricte fonction d'immunostimulation  de ceux qui sont utilisés afin de contenir l’antigène et qui déterminent la façon dont celui-ci sera présenté au système immunitaire. Ces adjuvants qualifiés de « véhicules » ont toutefois souvent des propriétés d'immunostimulation.
La médecine humaine ou vétérinaire utilise classiquement des antigènes bactériens.
- Adjuvant de Freund
- BCG
- Corynebactérie parvum ou des molécules susceptibles d'être endogènes
- Histamine
- Interféron
- Facteur de transfert
- Tuftsine
- Interleukin-1
- Hévéa
- Adjuvants aluminium (les plus utilisées au niveau mondial)[30]. Ces adjuvants est présent dans environ 60 % des vaccins humains[31],[32]
  - Oxy-hydroxyde d'aluminium (AlOOH)
  - Hydroxyphosphate d'aluminium (AlPO4)
  - Sulfate d'hydroxyphosphate d'aluminium (Al2O8PS)
  - Alun de potassium (KAl(SO4)2•12 H2O) (voir aussi alun)
- MF59

### Constituants bactériens
Toxines : streptolysine,  staphylocoagulase, ...

### Adjuvants huileux
En 1964, Hilleman développa, pour le compte de Merck & Co., l’Adjuvant 65 qui fut ensuite abandonné. Les adjuvants huileux nécessitent eux-mêmes l'adjonction d'un émulsifiant, comme l'Arlacel A (monooléate de mannitol), Arlacel 80 (monooléate de sorbitol), Span 80 (ND), Span 20 (ND) ou Montanide (ND). Un stabilisant, comme le monostéarate d'aluminium, peut être également nécessaire.

### Autres
- Adjuvants minéraux
- Oligodésoxynucléotides CpG
- Saponines
- Adjuvants vésiculaires
- Copolymères synthétiques
- Amines lipophiles
- Cytokines
- Imidazoquinolones
- Polysaccharides

## Sécurité
Bien que les adjuvants aluminium soient les plus utilisées dans les vaccins, très peu d'études ont étudiées leurs toxicité . Par ailleurs dans le cadre des maladies neurodéveloppementales et des troubles du spectre autistiques, des hypothèses d’interaction génétique combinées à l'exposition aux adjuvants aluminium sont avancées. Les adjuvants aluminium ferraient alors partie de la multitude de facteurs environnementaux pouvant contribuer à de tels troubles.
Par ailleurs, si les doses sont excessives ou trop fréquentes, des maladies ou réactions auto-immunes semblent pouvoir être déclenchées chez certains patients. Une association entre la myofasciite à macrophages et l'aluminium utilisé comme substrat pour la préparation de certains vaccins est ainsi établie,.